# Samuel Wright Mardis
Samuel Wright Mardis (* 12. Juni 1800 in Fayetteville, Lincoln County, Tennessee; † 14. November 1836 in Talladega, Talladega County, Alabama) war ein US-amerikanischer Rechtsanwalt und Politiker.

## Werdegang
Samuel Wright Mardis erhielt eine akademische Ausbildung. Er besuchte eine old field school. Dann studierte er Jura, bekam seine Zulassung als Anwalt und fing 1823 in Montevallo (Alabama) an zu praktizieren. Ferner verfolgte er eine politische Laufbahn. Er war zwischen 1823 und 1825 sowie 1828 und 1830 Mitglied im Repräsentantenhaus von Alabama. Danach wurde er als Jacksonian innerhalb der Demokratisch-Republikanischen Partei in den 22. US-Kongress gewählt und in den nachfolgenden 23. US-Kongress wiedergewählt. Er war im US-Repräsentantenhaus vom 4. März 1831 bis zum 3. März 1835 tätig. Mardis zog dann nach Mardisville (Alabama), wo er wieder als Anwalt tätig war. Er starb 1836 in Talladega und wurde dort auf dem Oak Hill Cemetery beigesetzt.